# Carl Henrik König
Carl Henrik König, född 5 april 1726 i Husby-Långhundra församling, död 1 maj 1804 i Stockholm, var en svensk arkitekt. Han var stadsarkitekt i Stockholm från 1772 till sin död 1804 och efterträdde Johan Eberhard Carlberg på denna post.

## Biografi
Carl Henrik König härstammar från den tyska ätten König, där handelsmannen i Stockholm Henrik König adlades 1714. C. H. König fick 1745 anställning vid Stockholms stadsbyggnadskontor, där Johan Eberhard Carlberg var stadsarkitekt. König var en ämbetsman som inte ritade själv och när han utnämndes till stadens stadsarkitekt utövade han tjänsten tillsammans med den skicklige arkitekten Eric Palmstedt som var vice stadsarkitekt.
König fick sin arkitekturkunskap på studieresor i bland annat i Tyskland och Frankrike, från samtida litteratur och flera års praktisk erfarenhet i Stockholm.
König var även ledamot av målar- och bildhuggarakademin och författare av skrifter inom mekanikens område. Som lärare hade han ett starkt intresse att utbilda de elever som arbetade på kontoret och han skrev en av de få svenska läroböcker i byggteknik från den tiden. På Kungliga biblioteket i Stockholm finns manuskriptet till en föreläsning och en samling teckningar som han troligen använde vid undervisningen på kontoret. Dessa innehåller mycket praktisk och teknisk rådgivning rörande byggnader och vattenledningar samt byggandet av skorstenar, ugnar och andra eldstäder.
Av Königs arkitektoniska verk finns inte mycket bevarat. Förmodligen har ritningarna för huvudbyggnaden till Skillinge säteri söder om Ängelholm (uppförd 1778-1780) upprättats av honom.

### Familj
König gifte sig första gången 4 januari 1756 i Stockholm med Eva Catharina Björling (1729–1760), dotter till lagmannen Johan Björling och Christina Elisabet Kolthoff. De fick tillsammans barnen majoren Christian Ulrik König (1756–1821) vid Västerbottens regemente, Christina Margareta König (1760–1760) och Christina Elisabet König (1760–1831) som var gift med kammarherren Carl Cederström.
König gifte sig andra gången 23 juni 1762 med Fredrika Lovisa Tillæus (1743–1802), dotter till hovpredikant Georg Tillæus och Sara Cornelia von Muyden. De fick tillsammans barnen ryttmästaren Georg Henric König (1763–1839), Sara Carolina König (1767â1767) och Sara Lovisa König (1775–1782).